# Abaurregaina/Abaurrea Alta
Abaurregaina/Abaurrea Alta település Spanyolországban, Navarra autonóm közösségben. Abaurregaina/Abaurrea Alta Abaurrepea/Abaurrea Baja, Jaurrieta és Urraúl Alto községekkel határos. Lakosainak száma 119 fő (2024).

## Népesség
A település népessége az elmúlt években az alábbi módon változott:
| Lakosok száma | 164  | 157  | 147  | 140  | 137  | 132  | 127  | 126  | 128  | 119  |
|               | 2001 | 2004 | 2006 | 2009 | 2011 | 2014 | 2016 | 2019 | 2021 | 2024 |